# 鶴島市
鶴島市（日语：／ Tsurugashima shi */?）是日本埼玉縣中部的城市，人口約7万人。

## 交通

### 鐵路
東武鐵道
- 東上本線：鶴島站 - 若葉站
- 越生線：一本松站